# Хайденау (Саксония)
Хайденау (нем. Heidenau) — город в Германии, в земле Саксония. Подчинён земельной дирекции Дрезден. Входит в состав района Саксонская Швейцария.  Население составляет 16431 человек (на 31 декабря 2010 года). Занимает площадь 11,00 км². Официальный код — 14 2 87 140.

## Города-побратимы
- Бенешов-над-Плоучници, Чехия